# Objaw Hitselbergera
Objaw Hitselbergera - objaw występujący u 95% chorych z guzem nerwu VIII, polegający na braku czucia w obrębie tylno-górnej ściany przewodu słuchowego zewnętrznego i łódki małżowiny usznej. Jest skutkiem uszkodzenia włókien nerwu pośredniego.